# Etmopterus decacuspidatus
Etmopterus decacuspidatus är en hajart som beskrevs av Chan 1966. Etmopterus decacuspidatus ingår i släktet Etmopterus och familjen lanternhajar. IUCN kategoriserar arten globalt som otillräckligt studerad. Inga underarter finns listade i Catalogue of Life.